# Auxi-le-Château
Auxi-le-Château est une commune française située dans le département du Pas-de-Calais en région Hauts-de-France. Ses habitants sont appelés les Auxilois.
La commune fait partie de la communauté de communes du Ternois qui regroupe 103 communes et compte 37 469 habitants en 2021.

## Géographie

### Localisation
Localisée dans le sud du département du Pas-de-Calais, Auxi-le-Château, limitrophe du département de la Somme, est une commune située, à vol d'oiseau, à 25 kilomètres au nord-est d'Abbeville et à 47 km à l'ouest d’Arras (chef-lieu d'arrondissement). Elle est située entre le Ternois et le Ponthieu,
Le territoire de la commune est limitrophe de ceux de onze communes, dont cinq, Bernâtre, Hiermont, Maison-Ponthieu, Maizicourt et Neuilly-le-Dien, dans le département de la Somme.
Les communes limitrophes sont Vaulx, Maizicourt, Nœux-lès-Auxi, Le Ponchel, Beauvoir-Wavans, Willencourt, Bernâtre, Hiermont, Maison-Ponthieu, Neuilly-le-Dien et Buire-au-Bois.

### Géologie et relief
La superficie de la commune est de 27,08 km2 ; son altitude varie de 25  à   138 mètres.

### Hydrographie
Le territoire de la commune est situé dans le bassin Artois-Picardie.
La commune est traversée par sept cours d'eau :
- l'Authie, fleuve côtier pratiquement parallèle à la Somme, et qui constitue, en grande partie, la limite entre les départements du Pas-de-Calais et de la Somme[4].
- le fossé de Bernâtre, d'une longueur de 4,96 km[5] ;
- le grand marais, d'une longueur de 3,13 km[6] ;
- le grand marais (2), d'une longueur de 2,15 km[7] ;
- le fleuve l'authie, d'une longueur de 1,03 km[8] ;
- le fossé de la belle inutile, d'une longueur de 1,01 km[9] ;

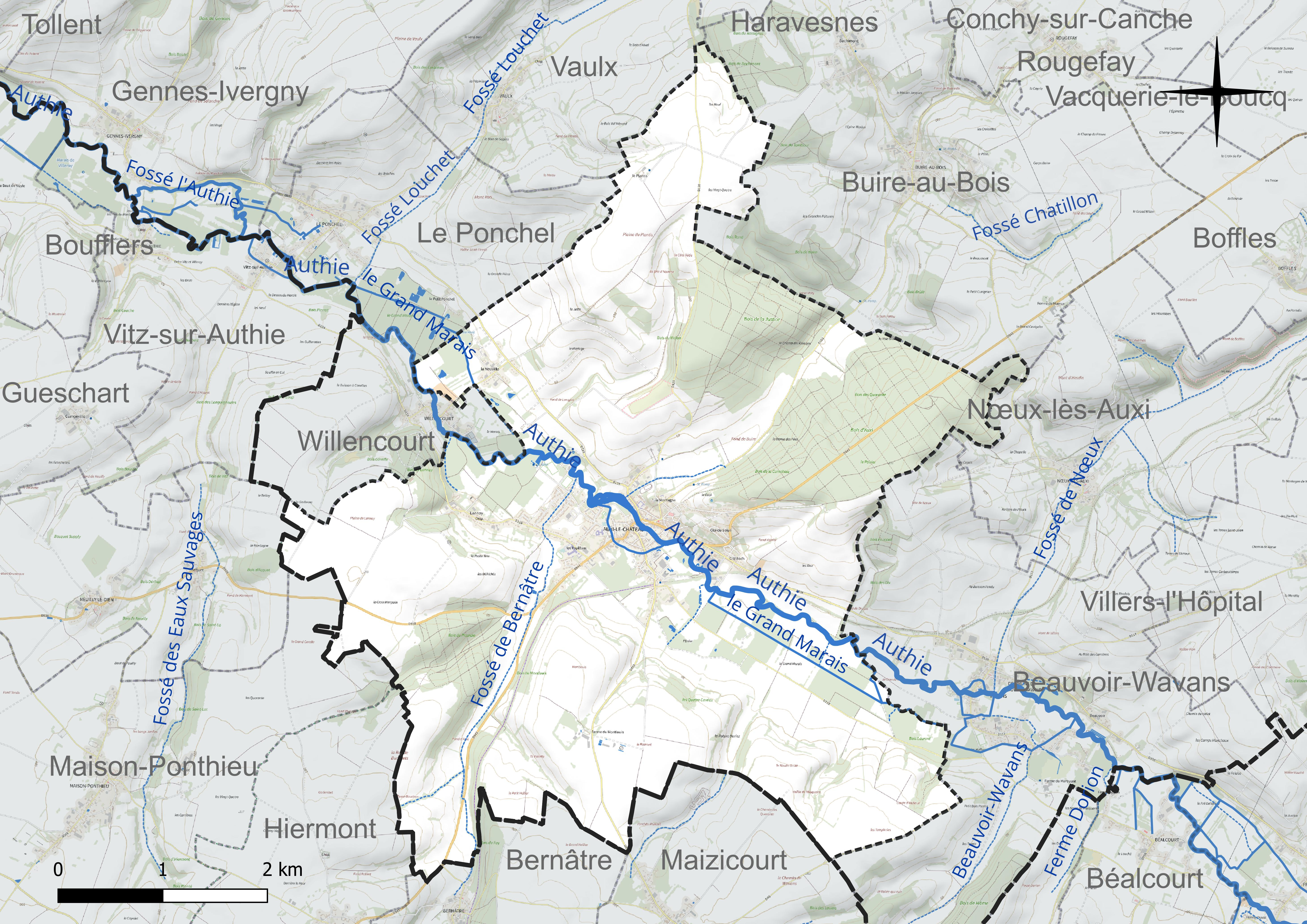
Réseau hydrographique d'Auxi-le-Château.

- le fleuve l'Authie (2), d'une longueur de 0,47 km[10].

### Climat
Pour des articles plus généraux, voir Climat des Hauts-de-France et Climat du Pas-de-Calais.
En 2010, le climat de la commune est de type climat océanique altéré, selon une étude du CNRS s'appuyant sur une série de données couvrant la période 1971-2000. En 2020, Météo-France publie une typologie des climats de la France métropolitaine dans laquelle la commune est exposée à un climat océanique et est dans la région climatique Côtes de la Manche orientale, caractérisée par un faible ensoleillement (1 550 h/an) ; forte humidité de l’air (plus de 20 h/jour avec humidité relative > 80 % en hiver), vents forts fréquents.
Pour la période 1971-2000, la température annuelle moyenne est de 10,5 °C, avec une amplitude thermique annuelle de 13,4 °C. Le cumul annuel moyen de précipitations est de 837 mm, avec 12,8 jours de précipitations en janvier et 8,4 jours en juillet. Pour la période 1991-2020, la température moyenne annuelle observée sur la station météorologique la plus proche, située sur la commune de Bernaville à 11 km à vol d'oiseau, est de 10,4 °C et le cumul annuel moyen de précipitations est de 877,3 mm,. Pour l'avenir, les paramètres climatiques de la commune estimés pour 2050 selon différents scénarios d'émission de gaz à effet de serre sont consultables sur un site dédié publié par Météo-France en novembre 2022.

### Paysages
Pour un article plus général, voir Paysage en France.
La commune s'inscrit dans les « paysages du val d’Authie » tels qu'ils sont définis dans l'atlas de paysages de la région Nord-Pas-de-Calais, conçu par la direction régionale de l'Environnement, de l'Aménagement et du Logement (DREAL),.
les « paysages du val d’Authie », qui concernent 83 communes, se délimitent : au sud, dans le département de la  Somme par les « paysages de l'Authie et du Ponthieu », dépendant de l'atlas de paysages de la Picardie et au nord et à l'est par les « paysages du Montreuillois », les « paysages du Ternois » et les « paysages des plateaux cambrésiens et artésiens ». Le caractère frontalier de la vallée de l'Authie, aujourd’hui entre le Pas-de-Calais et la Somme, remonte au Moyen Âge où elle séparait le royaume de France du royaume d'Espagne, au nord.
Le coteau nord est escarpé alors que le coteau sud offre des pentes plus douces. À l'ouest, l'Authie s'ouvre sur la baie d'Authie, typique de l'estuaire picard, et se jette dans la Manche. Avec son vaste estuaire et les paysages des bas-champs, la baie d'Authie contraste avec les paysages plus verdoyants en amont.
L'Authie, entaille profonde du plateau artésien, a créé des entités écopaysagères prononcées avec un plateau calcaire dont l'altitude varie de 100  à   163 m qui s'étend de chaque côté du fleuve. L'altitude du plateau décline depuis le pays de Doullens, à l'est (point culminant à 163 m), vers les bas-champs picards, à l'ouest (moins de 40 m). Le fond de la vallée de l'Authie, quant à lui, est recouvert d'alluvions et de tourbes. L'Authie est un fleuve côtier classé comme cours d'eau de première catégorie où le peuplement piscicole dominant est constitué de salmonidés. 
L'occupation des sols des « paysages du val d'Authie » est composée pour 69,48 % en cultures, 15,34 % en prairies naturelles, permanentes, 7,79 % en forêts et milieux semi-naturels, 5,04 % en espaces artificialisés avec principalement les communes d'Auxi-le-Château et Doullens, 1,11 % en cours d'eau et plans d'eau, 0,87 % en peupleraies et 0,37 % en espaces industriels.

### Milieux naturels et biodiversité

#### Espaces protégés et gérés

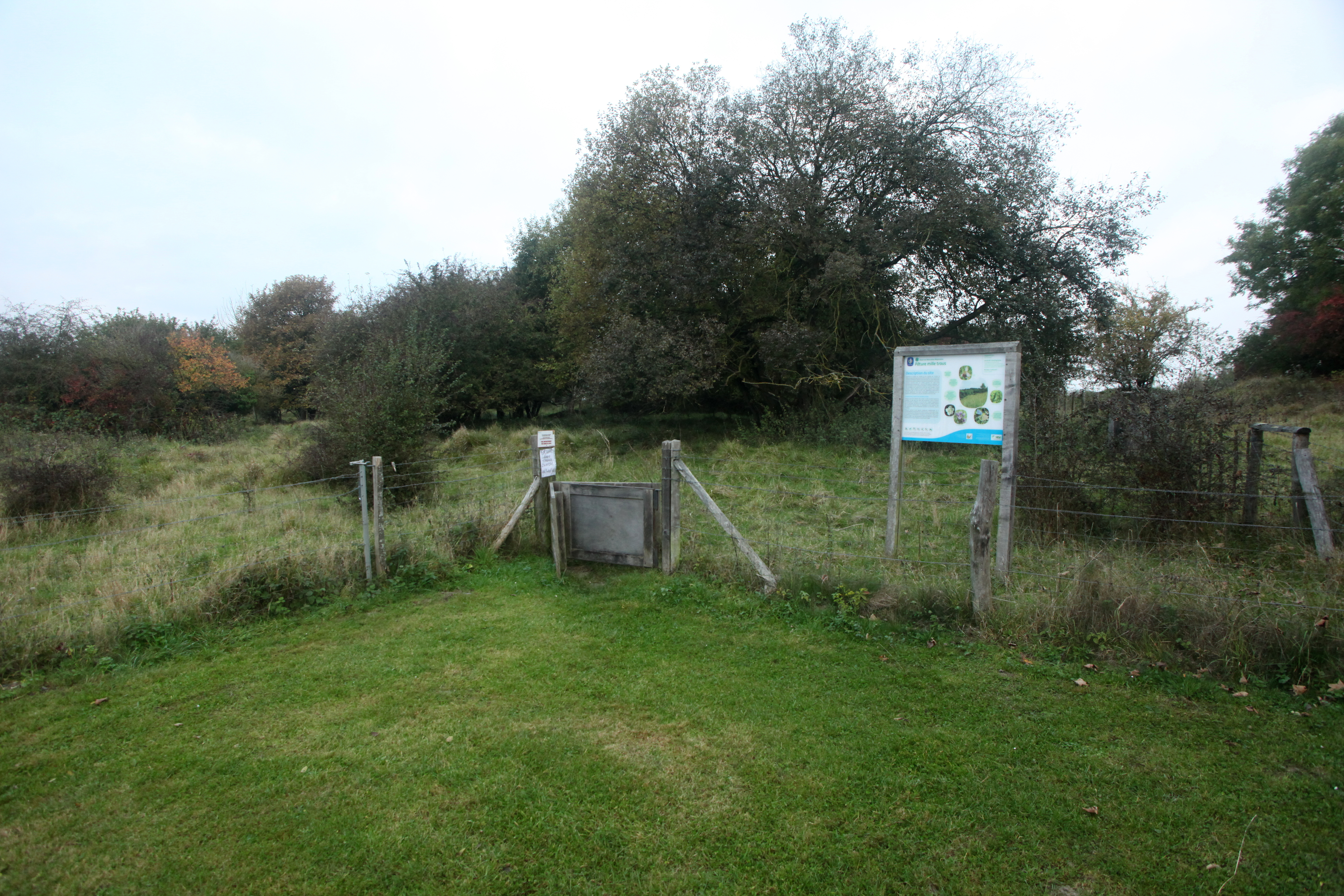
La RNR de la pâture mille trous.

La protection réglementaire est le mode d’intervention le plus fort pour préserver des espaces naturels remarquables et leur biodiversité associée.
Dans ce cadre, la commune fait partie de deux espaces protégés : 
- la réserve naturelle régionale (RNR) de la pâture mille trous, d’une superficie de 6,487 hectares. Terrain géré (location, convention de gestion) par le Conservatoire d'espaces naturels des Hauts-de-France[20]. Elle doit son nom à la présence de dizaines de dépressions, restes de fosses d'extraction de craie pour alimenter les fours à chaux ;
- la pâture mille trous, réserve naturelle régionale d’une superficie de 6.64 hectares. Terrain géré par le Conservatoire d'espaces naturels du Nord et du Pas-de-Calais[21]

#### Zones naturelles d'intérêt écologique, faunistique et floristique
L’inventaire des zones naturelles d'intérêt écologique, faunistique et floristique (ZNIEFF) a pour objectif de réaliser une couverture des zones les plus intéressantes sur le plan écologique, essentiellement dans la perspective d’améliorer la connaissance du patrimoine naturel national et de fournir aux différents décideurs un outil d’aide à la prise en compte de l’environnement dans l’aménagement du territoire.
Le territoire communal comprend une ZNIEFF de type 1 : les bois de la Justice, bois d'Auxi-le-Château et Pâture Mille trous qui couvrent 1 518 ha. Cette ZNIEFF se répartit sur les communes d'Auxi-le-Château, Buire-au-Bois, Nœux-lès-Auxi et Beauvoir-Wavans.
et une ZNIEFF de type 2 : la moyenne vallée de l’Authie et ses versants entre Beauvoir-Wavans et Raye-sur-Authie. Cette ZNIEFF de la moyenne vallée de l’Authie comprend une organisation paysagère régulière avec le fond de vallée humide, des versants calcaires, pentes boisées et hauteurs cultivées.

Carte des ZNIEFF de type 1 et 2 sur la commune
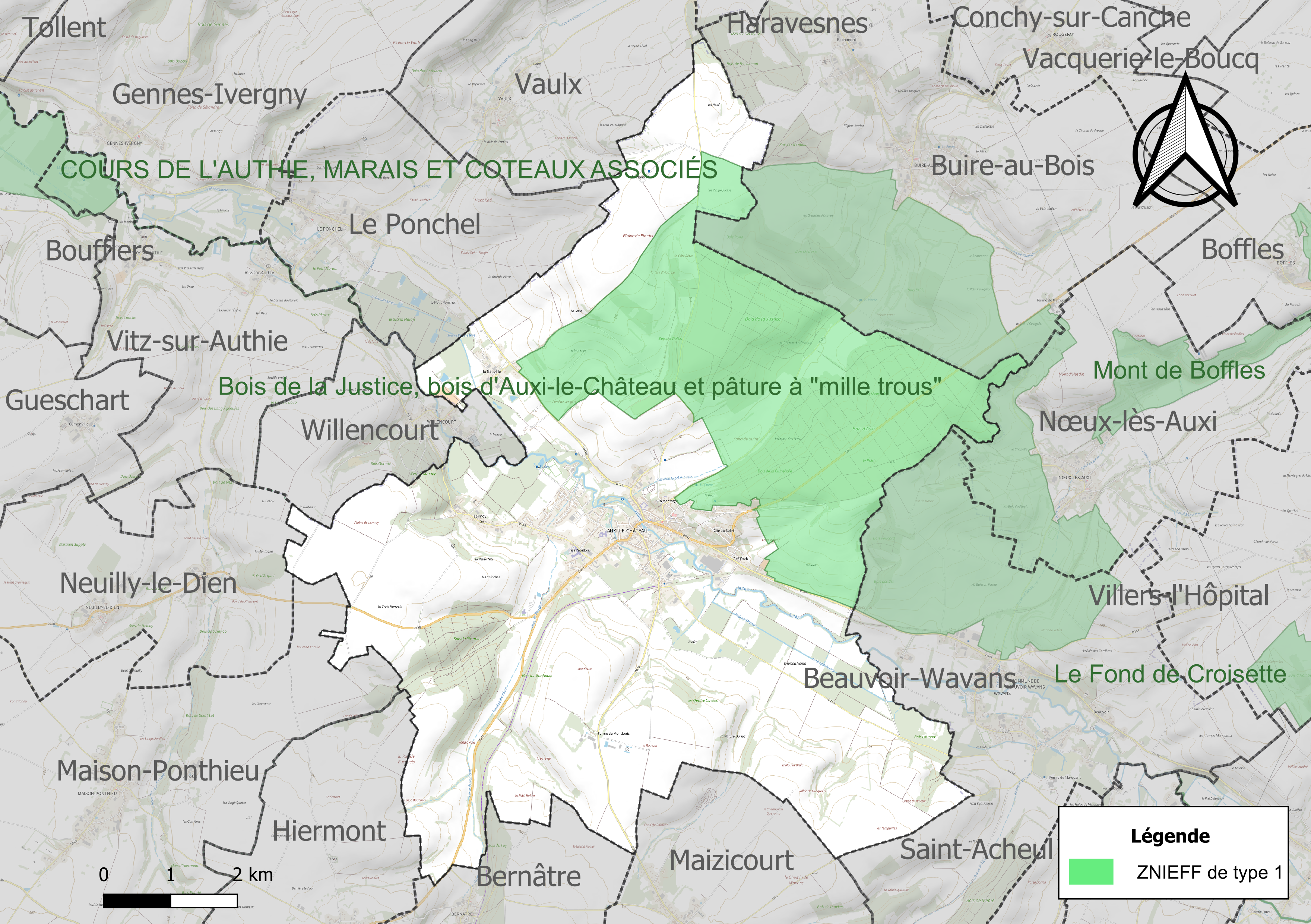
Carte de la ZNIEFF de type 1 sur la commune.
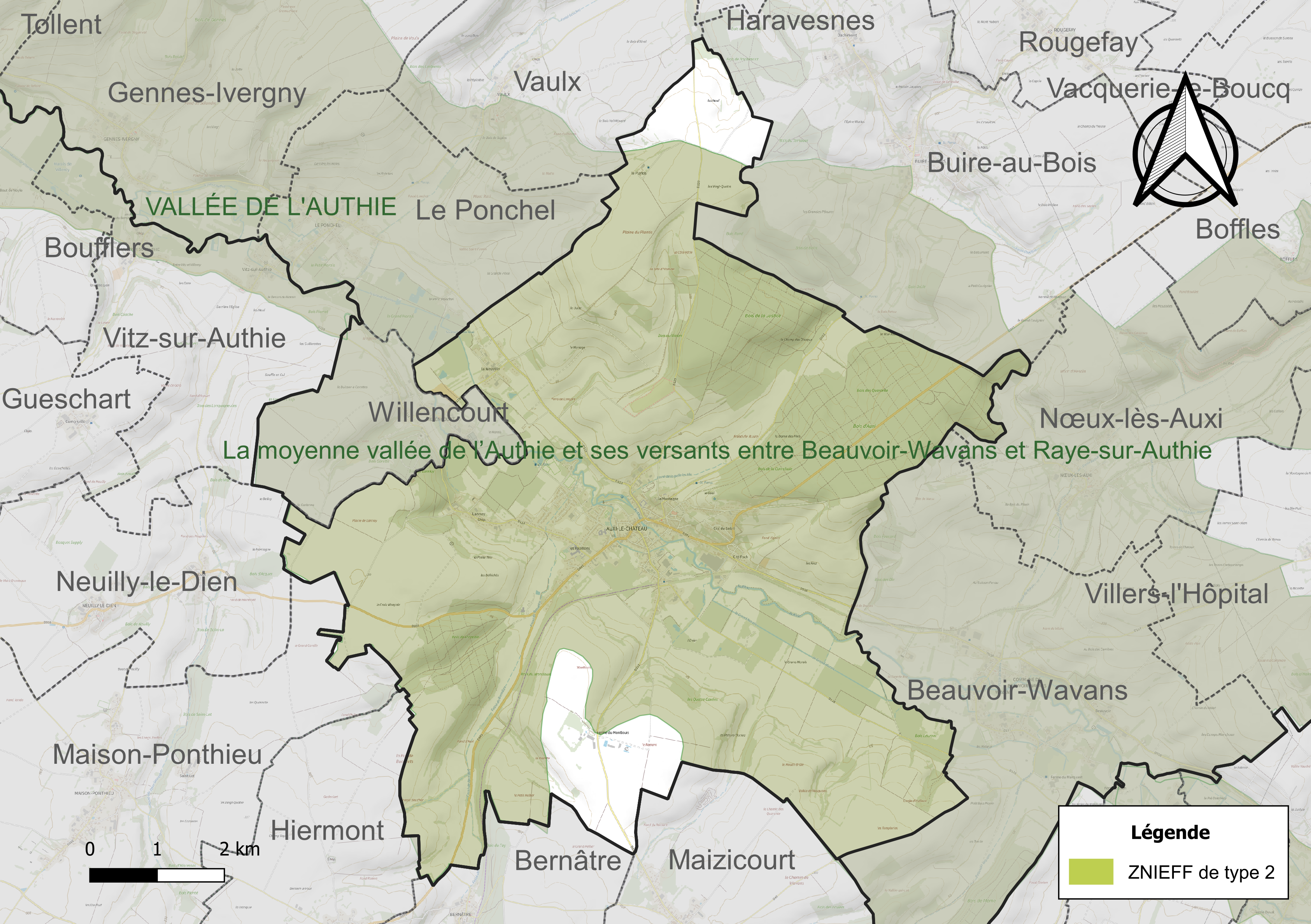
Carte de la ZNIEFF de type 2 sur la commune.

#### Site Natura 2000
Le réseau Natura 2000 est un réseau écologique européen de sites naturels d’intérêt écologique élaboré à partir des directives « habitats » et « oiseaux ». Ce réseau est constitué de zones spéciales de conservation (ZSC) et de zones de protection spéciale (ZPS). Dans les zones de ce réseau, les États membres s'engagent à maintenir dans un état de conservation favorable les types d'habitats et d'espèces concernés, par le biais de mesures réglementaires, administratives ou contractuelles.
Sur la commune, un site Natura 2000 de type B est défini en site d'importance communautaire (SIC) : les pelouses, bois, forêts neutrocalcicoles et système alluvial de la moyenne vallée de l'Authie, d’une superficie de 115 hectares et d'une altitude variant de 17  à   138 mètres.

## Urbanisme

### Typologie
Au 1er janvier 2024, Auxi-le-Château est catégorisée bourg rural, selon la nouvelle grille communale de densité à sept niveaux définie par l'Insee en 2022.
Elle appartient à l'unité urbaine d'Auxi-le-Château, une unité urbaine monocommunale constituant une ville isolée,. La commune est en outre hors attraction des villes,.

### Occupation des sols
L'occupation des sols de la commune, telle qu'elle ressort de la base de données européenne d’occupation biophysique des sols Corine Land Cover (CLC), est marquée par l'importance des territoires agricoles (73,3 % en 2018), une proportion sensiblement équivalente à celle de 1990 (73,4 %). La répartition détaillée en 2018 est la suivante : 
terres arables (56,6 %), forêts (21,4 %), prairies (13,3 %), zones urbanisées (5,4 %), zones agricoles hétérogènes (3,4 %). L'évolution de l’occupation des sols de la commune et de ses infrastructures peut être observée sur les différentes représentations cartographiques du territoire : la carte de Cassini (XVIIIe siècle), la carte d'état-major (1820-1866) et les cartes ou photos aériennes de l'IGN pour la période actuelle (1950 à aujourd'hui).

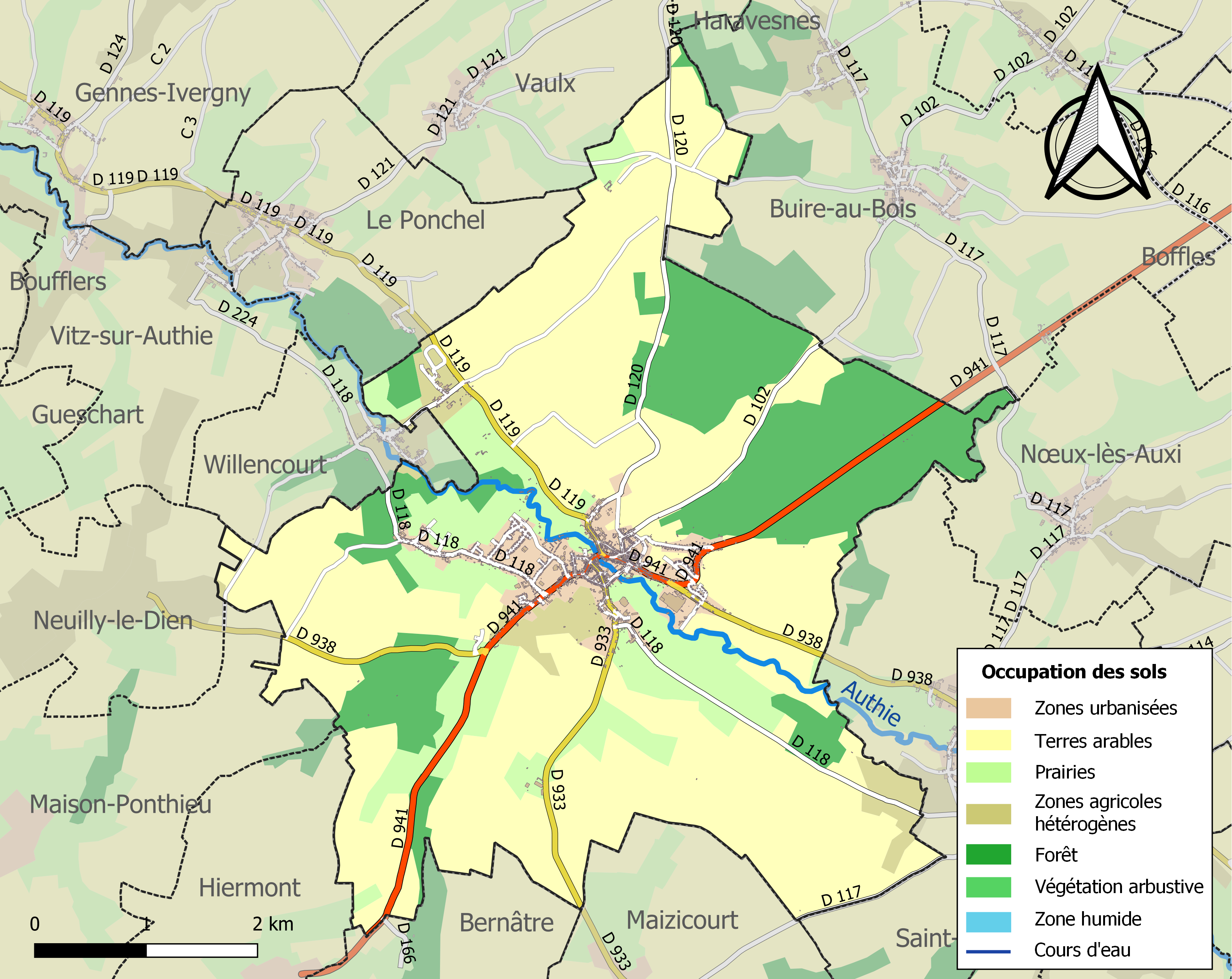
Carte des infrastructures et de l'occupation des sols de la commune en 2018 (CLC).

### Voies de communication et transports

#### Voies de communications
La commune est accessible par les routes départementales D 933, D 938 et D 941.

#### Transports en commun
La localité est desservie par les lignes de bus du réseau Trans'80, chaque jour de la semaine, sauf le dimanche et les jours fériés.

#### Transport ferroviaire

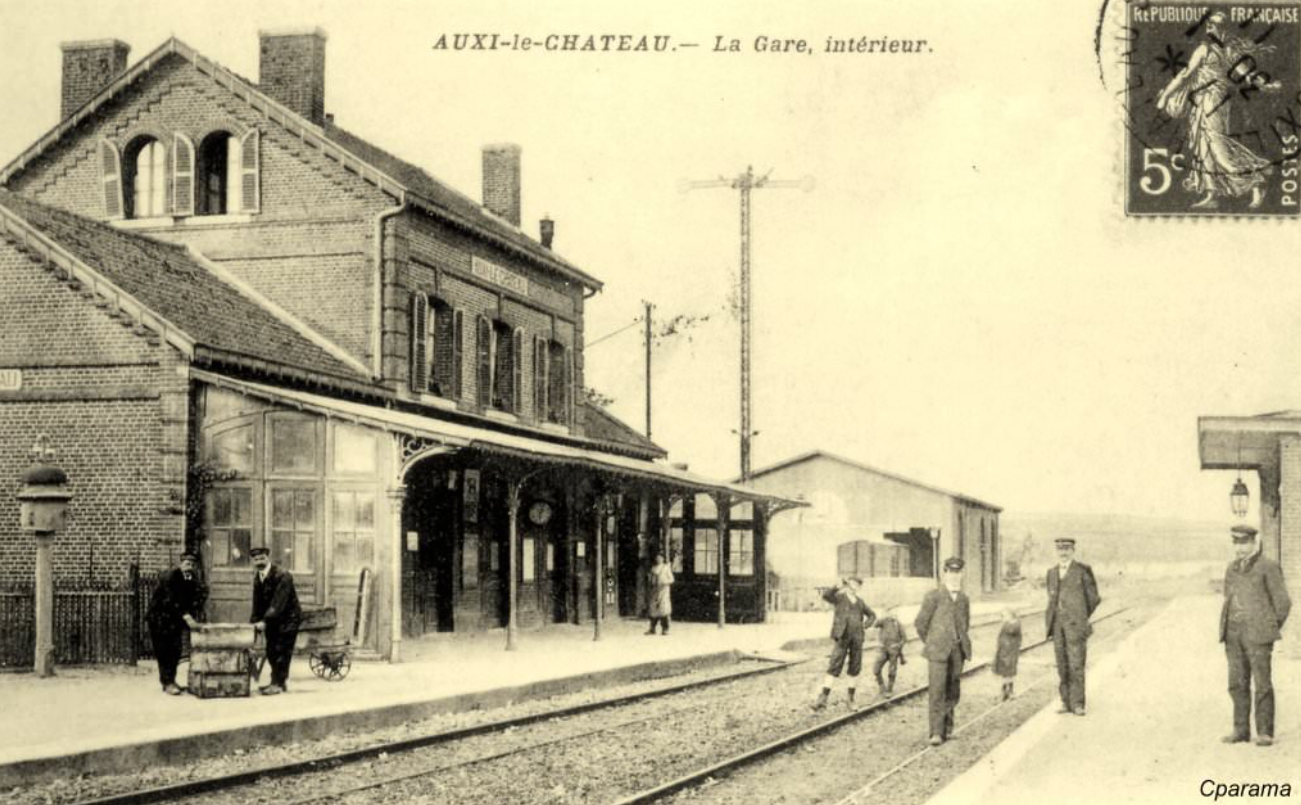
L'ancienne gare.

Autrefois, la commune disposait d'une gare, la gare d'Auxi-le-Château. Elle était située sur la ligne de Fives à Abbeville.
Elle est mise en service en 1879 par la Compagnie du Nord, avant d'être définitivement fermée en 1978 par la Société nationale des chemins de fer français (SNCF).

## Toponymie
Le nom de la localité est attesté sous les formes Auciacus (VIIIe siècle) ; Auxiacum (1072) ; Alci (1149) ; Ausi (1156) ; Ausci (1156) ; Auxi (1196) ; Alsci (XIIe siècle) ; Aussi (1197) ; Alsiacum (1197) ; Alsi (1199) ; Aussiacum (1224) ; Auxeyum (1311) ; Aulesy (1317) ; Auxy (1457) ; Auxis (1477) ; Aulchy le Chasteau (1638) ; Auxy le Château (1689) ; Auxi-la-Réunion (1793).
Durant la Révolution, la commune porte le nom d'Auxy-la-Réunion.
Le nom de la commune en picard est Aussi-ch’Catiau.

## Histoire
En 1197, Hugues, sire et baron d'Auxi-le-Château, est nommé avec son épouse et ses enfants dans un titre de l'abbaye de Cercamps. Il est le fondateur de la grande famille d'Auxy retrouvée dans l'entourage des rois de France, ducs de Bourgogne, mais aussi pour une branche installée dans la province de Hainaut au service des rois des Pays-Bas.
Plusieurs membres de la famille d'Auxi trouvent la mort lors de la bataille d'Azincourt en 1415 : Alain d'Auxy, David d'Auxy, Guibert d'Auxy et Renaud d'Auxy.

Première Guerre mondiale
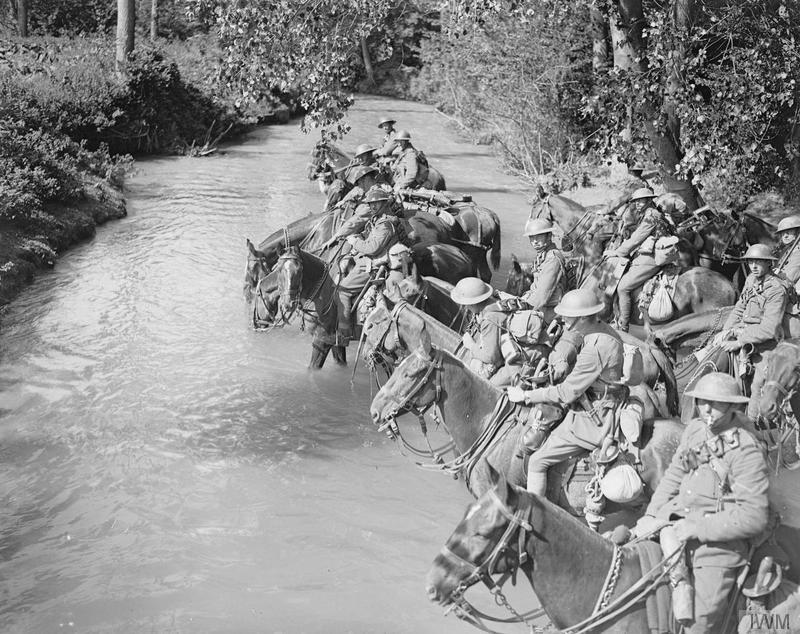
Halte d'un régiment de cavalerie britannique…
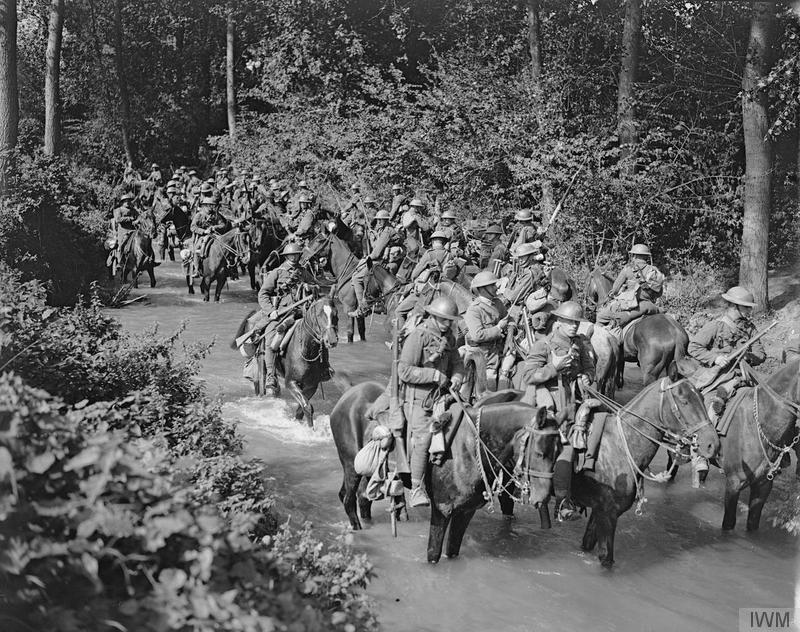
…dans l'Authie, à Auxi-le-Château.

## Politique et administration

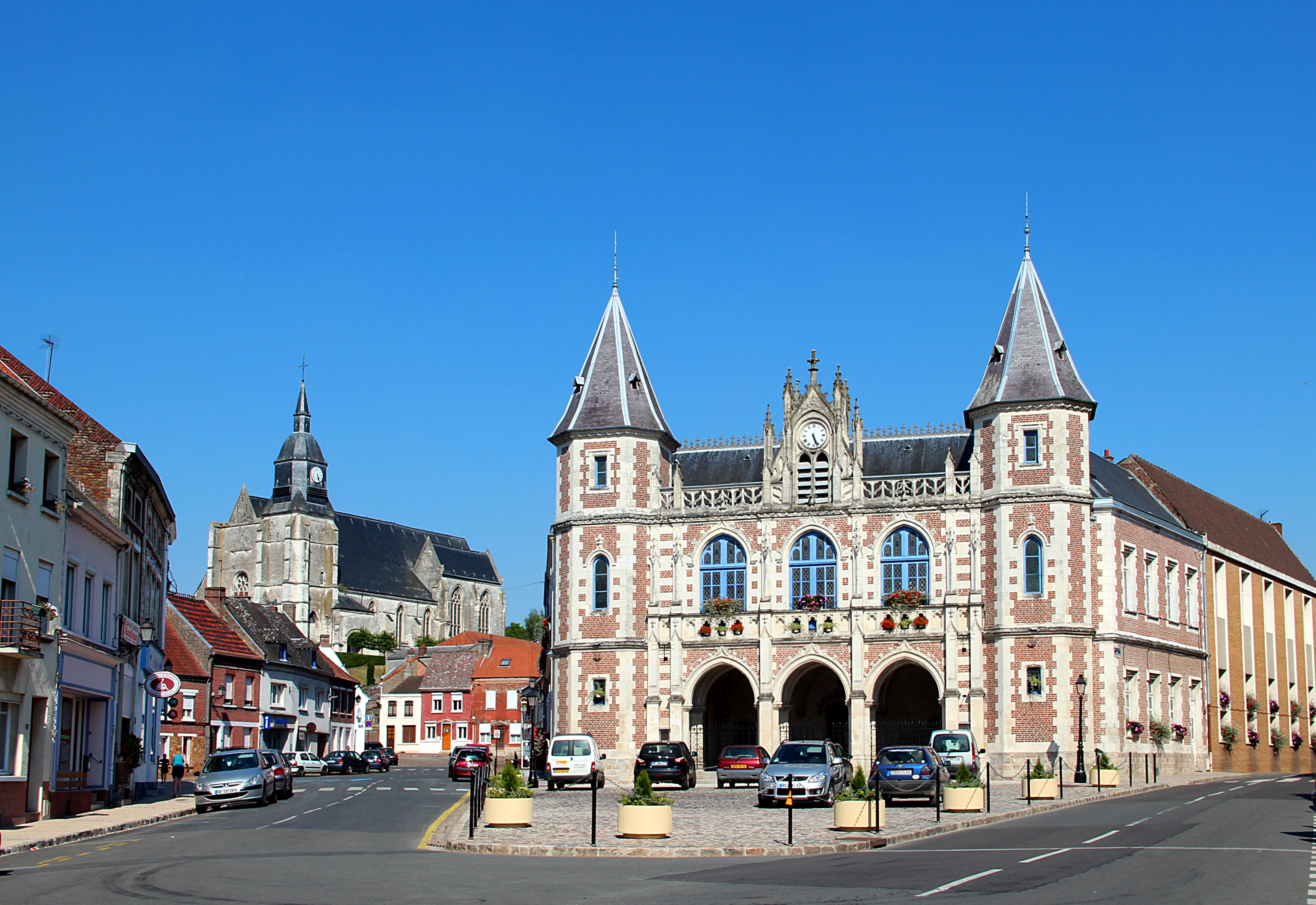
Centre-ville.

### Découpage territorial
La commune se trouve dans l'arrondissement d'Arras du département du Pas-de-Calais.

#### Commune et intercommunalités
La commune était le siège de la petite communauté de communes de l'Auxillois créée fin 1998.
Dans le cadre des dispositions de la loi portant nouvelle organisation territoriale de la République (Loi NOTRe) du 7 août 2015, qui prévoit que les établissements publics de coopération intercommunale (EPCI) à fiscalité propre doivent avoir un minimum de 15 000 habitants, le préfet du Pas-de-Calais a publié le 12 octobre 2015 un projet de schéma départemental de coopération intercommunale qui prévoyait diverses fusion d'intercommunalité. À l'initiative des intercommunalités concernées, la Commission départementale de coopération intercommunale (CDCI) adopte le 26 février 2016 un amendement à ce projet, proposant la fusion de :
- la communauté de communes de l'Auxillois, regroupant 16 communes dont une de la Somme et 5 217 habitants[39] ;
- la communauté de communes de la région de Frévent, regroupant 12 communes et 6 567 habitants ;
- la communauté de communes des Vertes Collines du Saint-Polois, regroupant 58 communes et 19 585 habitants ;
- la communauté de communes du Pernois, regroupant 18 communes et 7 114 habitants.

Le schéma, intégrant notamment cette évolution, est approuvé par un arrêté préfectoral du 30 mars 2016, et la communauté de communes du Ternois, dont la commune est désormais membre, est créée par un arrêté préfectoral du 30 août 2016 qui a pris effet le 1er janvier 2017.

#### Circonscriptions administratives
La commune était depuis 1793 le chef-lieu du canton d'Auxi-le-Château. Dans le cadre du redécoupage cantonal de 2014 en France, ce canton, dont la commune est désormais le bureau centralisateur, s'accroit et passe de 26 à 84 communes.

#### Circonscriptions électorales
Pour l'élection des députés, la commune fait partie de la première circonscription du Pas-de-Calais.

### Élections municipales et communautaires

#### Liste des maires
| Période                                  | Période                       | Identité                   | Étiquette    | Qualité |
| ---------------------------------------- | ----------------------------- | -------------------------- | ------------ | --- |
| 1929                                     | 1935                          | Joseph Carton              |              | Décédé en fonction |
| 1935                                     |                               | Jules Courtois             |              | |
| Les données manquantes sont à compléter. |                               |                            |              | |
| 1945                                     | mai 1952                      | Léon Vasseur               |              | Démissionnaire |
| juin 1952                                | mars 1965                     | Étienne Devulder           | CNIP         | Vétérinaire Conseiller général du canton d'Auxi-le-Château (1950 → 1976) |
| mars 1965                                | mars 1983                     | Francis Thélu              | SFIO puis PS | Ingénieur mécanicien. Commerçant (Tout pour le matériel agricole).Expert judiciaire honoraire. |
| mars 1983                                | mars 2001                     | Jean-Pierre Déalle-Facquez | DVD          | |
| mars 2001                                | En cours (au 6 novembre 2020) | Henri Dejonghe             | PS           | Ancien cadre Député suppléant (2012 → ) Conseiller général du canton d'Auxi-le-Château (2008 → 2015) Vice-président de la CC de l'Auxillois (? → 2016) Vice-président de la CC du Ternois (2017 →) Réélu pour le mandat 2020-2026, |

## Équipements et services publics

### Espaces publics
La commune est labellisée « 1 fleur » au concours des villes et villages fleuris.

### Justice, sécurité, secours et défense
La commune dépend du tribunal judiciaire d'Arras, du conseil de prud'hommes d'Arras, de la cour d'appel de Douai, du tribunal de commerce d'Arras, du tribunal administratif de Lille, de la cour administrative d'appel de Douai et du tribunal pour enfants d'Arras.

## Population et société

### Démographie
Les habitants de la commune sont appelés les Auxilois'.

#### Évolution démographique
L'évolution du nombre d'habitants est connue à travers les recensements de la population effectués dans la commune depuis 1793. Pour les communes de moins de 10 000 habitants, une enquête de recensement portant sur toute la population est réalisée tous les cinq ans, les populations de référence des années intermédiaires étant quant à elles estimées par interpolation ou extrapolation. Pour la commune, le premier recensement exhaustif entrant dans le cadre du nouveau dispositif a été réalisé en 2004.

En 2022, la commune comptait 2 549 habitants, en évolution de −4,67 % par rapport à 2016 (Pas-de-Calais : −0,72 %, France hors Mayotte : +2,11 %).
| 1793  | 1800  | 1806  | 1821  | 1831  | 1836  | 1841  | 1846  | 1851  |
| ----- | ----- | ----- | ----- | ----- | ----- | ----- | ----- | ----- |
| 2 348 | 2 373 | 2 586 | 2 650 | 2 725 | 2 646 | 2 673 | 2 718 | 2 790 |

| 1856  | 1861  | 1866  | 1872  | 1876  | 1881  | 1886  | 1891  | 1896  |
| ----- | ----- | ----- | ----- | ----- | ----- | ----- | ----- | ----- |
| 2 892 | 2 975 | 3 009 | 2 949 | 3 171 | 2 934 | 2 860 | 2 661 | 2 721 |

| 1901  | 1906  | 1911  | 1921  | 1926  | 1931  | 1936  | 1946  | 1954  |
| ----- | ----- | ----- | ----- | ----- | ----- | ----- | ----- | ----- |
| 2 587 | 2 629 | 2 586 | 2 441 | 2 701 | 2 819 | 2 972 | 3 019 | 2 990 |

| 1962  | 1968  | 1975  | 1982  | 1990  | 1999  | 2004  | 2006  | 2009  |
| ----- | ----- | ----- | ----- | ----- | ----- | ----- | ----- | ----- |
| 3 135 | 3 099 | 3 229 | 3 187 | 3 051 | 3 065 | 2 980 | 2 974 | 2 920 |

| 2014  | 2019  | 2022  | - | - | - | - | - | - |
| ----- | ----- | ----- | - | - | - | - | - | - |
| 2 718 | 2 572 | 2 549 | - | - | - | - | - | - |

#### Pyramide des âges
La population de la commune est relativement âgée.
En 2018, le taux de personnes d'un âge inférieur à 30 ans s'élève à 31,8 %, soit en dessous de la moyenne départementale (36,7 %). À l'inverse, le taux de personnes d'âge supérieur à 60 ans est de 35,0 % la même année, alors qu'il est de 24,9 % au niveau départemental.
En 2018, la commune comptait 1 232 hommes pour 1 374 femmes, soit un taux de 52,72 % de femmes, légèrement supérieur au taux départemental (51,5 %).
Les pyramides des âges de la commune et du département s'établissent comme suit.
| Hommes | Classe d’âge | Femmes |
| ------ | ------------ | ------ |
| 0,8    | 90 ou +      | 2,7    |
| 8,1    | 75-89 ans    | 14,2   |
| 21,6   | 60-74 ans    | 22,0   |
| 19,2   | 45-59 ans    | 19,2   |
| 15,3   | 30-44 ans    | 12,8   |
| 17,0   | 15-29 ans    | 14,4   |
| 17,9   | 0-14 ans     | 14,6   |

| Hommes | Classe d’âge | Femmes |
| ------ | ------------ | ------ |
| 0,5    | 90 ou +      | 1,6    |
| 5,6    | 75-89 ans    | 8,9    |
| 16,7   | 60-74 ans    | 18,1   |
| 20,2   | 45-59 ans    | 19,2   |
| 18,9   | 30-44 ans    | 18,1   |
| 18,2   | 15-29 ans    | 16,2   |
| 19,9   | 0-14 ans     | 17,9   |

### Sports et loisirs
Le club de football du village est L'Auxiloise. Il a connu son âge d'or dans les années 1990 en évoluant jusqu'en Promotion d'Honneur de la Ligue de Picardie (deuxième division régionale) et, surtout, en atteigant le 8e tour de la Coupe de France contre l'ES Wasquehal (National 2) au stade Paul-Delique d'Abbeville (pour une défaite 4-0) lors de la saison 1994-1995. Cette saison-là, Auxi a éliminé le SC Abbeville, pensionnaire de DH, au 5e tour au stade Maurice-Hoyez et l'OS Fives Lille au 7e tour, toujours au stade Maurice-Hoyez.
Lors de la saison 2021-2022, Auxi, en District 1, accède au 4e tour de la Coupe de France et affronte de nouveau le Wasquehal Football, cette fois-ci en National 3. Malheureusement, au stade Maurice-Hoyez de la ville, Auxi s'incline 2 buts à 0 (1-0 à la mi-temps) contre l'ancien club professionnel, une défaite avec les honneurs.
L'ancien footballeur professionnel Alberto Couto a joué à Auxi de 1992 à 1995.

## Économie

### Entreprises et commerces
En 1919, l'industriel belge Octave Aubecq, spécialiste de l'émaillerie, installe une usine à Auxi-le-Château. Pendant plus de 80 ans, la principale activité de l'usine aura été la fabrication d'ustensiles de cuisine, principalement les casseroles. Dès la fin des années 1970, l'entreprise élargit son activité, dans la conception de pièces mécaniques pour l'industrie automobile, et qui devient, dans les années 1990, sa principale et unique activité. Aujourd'hui, sous le nom de tech-FORM, l'entreprise est devenue une experte dans son domaine, avec pour clients BMW, Porsche, Renault.

## Culture locale et patrimoine

### Lieux et monuments

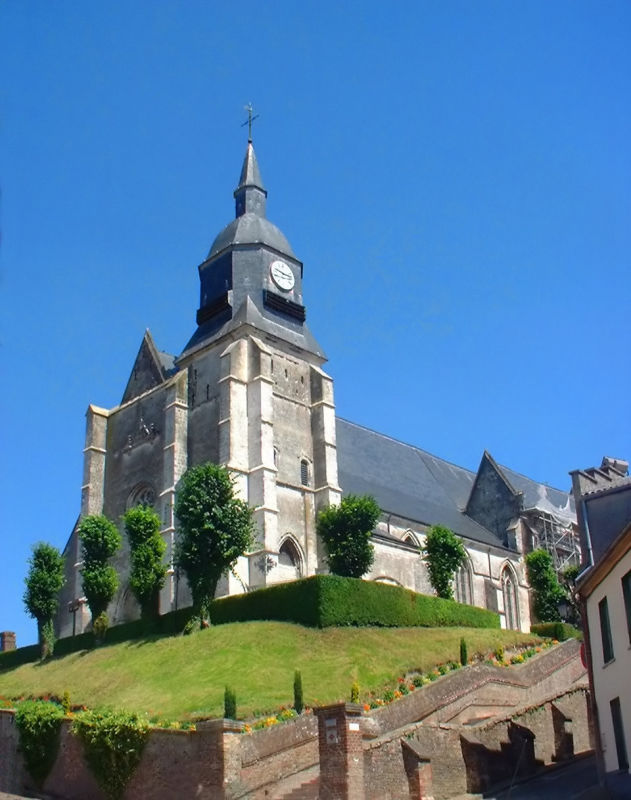
L'église Saint-Martin (XVIe siècle).

- L'église Saint-Martin, du XVIe siècle, de style gothique flamboyant, a été classée monument historique le 18 octobre 1910[59]. Elle conserve le tableau Gloria in Excelsis (Salon de 1850) de Louis Joseph César Ducornet[60].
- Le monument aux morts[61].

### Personnalités liées à la commune
- Jean IV d'Auxy, (fin du XIVe siècle-1474), membre de la famille d'Auxy, militaire et homme politique, au service des ducs de Bourgogne Philippe le Bon et Charles le Téméraire, chevalier de la Toison d'Or, maître des arbalétriers de France.
- Jean d'Aucy (mort en 1566), probablement natif d'Auxi-le-Château, auteur d'une histoire du duché de Lorraine et d'une histoire du comté de Boulogne.
- Jérôme Marchant (1540-1594), moine, général de l'ordre des Chartreux, né dans la commune ;
- Louis Joseph Wallart, homme politique né en 1745 à Auxi-le-Château (Pas-de-Calais).
- Louis Deplanque, né le 23 février 1820 à Auxi-le-Château et mort le 9 mars 1889, général de brigade français qui a participé à l'Expédition du Mexique et à la guerre de Crimée, officier dans l'ordre national de la Légion d'honneur[62],[63].
- Alexandre Acloque (1871-1941), naturaliste, né dans la commune.
- James McCudden (1895-1918), pilote d'avion britannique, mort dans la commune.
- Mamadou Michel N'Diaye (1909-1985), marin, boxeur, résistant et chiropracteur sénégalo-français, il effectue un combat le 25 avril 1937 à Auxi-le-Château.
- Raymond Hoorelbeke (1930-2022), coureur cycliste professionnel français ayant terminé huit Tours de France, un Tour d'Italie et trois Tours d'Espagne, né dans la commune.
- Camille Huyghe (1930-2023), coureur cycliste, né dans la commune.

### Héraldique
| Armes d'Auxi-le-Château | Les armes d'Auxi-le-Château se blasonnent ainsi : Échiqueté d'or et de gueules. |

## Pour approfondir